# آرثر غالاغير
آرثر غالاغير (بالإنجليزية: Arthur Gallagher)‏ هو مجدف أمريكي، ولد في 5 يوليو 1918 في نيويورك في الولايات المتحدة، وتوفي في 12 يناير 1996.

## وصلات خارجية
- آرثر غالاغير على موقع الاتحاد الدولي للتجديف (الإنجليزية)
- آرثر غالاغير على موقع أوليمبيديا (الإنجليزية)